# Halolaelaps obtusus
Halolaelaps (Saprogamasellus) obtusus – gatunek roztocza z kohorty żukowców i rodziny Halolaelapidae.
Gatunek ten opisany został w 1993 roku przez Czesława Błaszaka i Rainera Ehrnsbergera.
Samiec tego żukowca ma na tarczce opistonotalnej tylko jedno wcięcie z przodu (brak wcięć bocznych) i dwie chitynowe klamerki w przedniej części tarczki wentroanalnej. Samica ma 8 par tępych szczecin na tarczce opistonotalnej, 16 par tępych szczecin na podonotalnej i stopy czwartej pary odnóży pozbawione apofiz.
Roztocz znany z Europy, gdzie występuje w strefie litoralu Morza Północnego.